# Alina Voronkova
Alina Voronkova (Lahti, 13 de diciembre de 1994) es una modelo y reina de belleza finlandesa que fue coronada como Miss Finlandia 2018. Representó a su país en el certamen de Miss Universo 2018 que tuvo lugar en Bangkok (Tailandia).

## Primeros años
Voronkova nació en Lahti, en la región de Päijänne Tavastia, de padre ruso, Dmitry Voronkov, y de madre finlandesa ingriana, Svetlana Voronkova, que se habían trasladado a Finlandia desde Rusia a principios de los años 1990. Creció en la vecina localidad de Pertunmaa. Es bilingüe, hablando tanto finlandés como ruso; este último lo hablaban ella y su familia en casa. Voronkova asistió a la Universidad de Helsinki.

## Carrera
El 29 de septiembre de 2018, Voronkova compitió en Miss Finlandia 2018 en el Billnäs Village, donde fue coronada como Miss Universo Finlandia 2018. Sucedió a la titular saliente, Michaela Söderholm.
Como Miss Finlandia, Voronkova representó a su país en el certamen de Miss Universo 2018 en Bangkok (Tailandia), donde no quedó entre los 20 primeros. Finlandia no ha conseguido un puesto en más de 22 años consecutivos desde Miss Universo 1996.